# Birgitta Lorentzon
Kerstin Birgitta Lorentzon, född den 14 juni 1948 i Lerum, är en svensk grafiker, målare och tecknare.
Sedan 1990-talet har hon ägnat sig en hel del åt grafik med bas i analogt fotografi. Lorentzon har producerat offentliga utsmyckningar för ett antal svenska kommuner och landsting, och hennes målningar har köpts in av konstinstitutioner i fyra nordiska länder.

## Biografi

### Bakgrund
Birgitta Lorentzon flyttade 1969 till Göteborg, i samband med att hon då inledde konststudier på Högskolan för design och konsthantverk (HDK) 1968. Året efter fortsatte hon på Houvedskous målarskola (studier inom grafik och måleri), varefter hon åren 1972–1978 studerade konst på Konsthögskolan Valand; högskolan hade då precis flyttat ut till Lindholmen på Hisingen.
Bland Lorentzons lärare under studietiden fanns Rune Claesson, Alvar Jansson och Peter Dahl.
På 1990-talet vidareutbildade hon sig bland annat inom analogt foto och fotogravyr (Nordens Folkhögskola Biskops-Arnö). Vid Kungliga Konsthögskolan i Stockholm studerade hon experimentell grafik.

### Konstkarriär
Under 1970-talet arbetade Lorentzon mycket med föreställande bilder i målningar (olja) samt i koppargrafiketsningar i djuptrycksprocess.
Separat har hon ställt ut på bland annat Galleri Lorensberg i Göteborg, Flaménska Galleriet i Borås, Galleri Krebsen i Köpenhamn, Konstnärshuset, Alingsås konsthall och Södertälje konsthall. Hon har medverkat i samlings- och soloutställningar på Liljevalchs, Göteborgs konsthall, Grafikens hus och i ett antal grafiktriennaler (inklusive på Liljevalchs och 2015 i polska Kraków).
Lorentzon har under sin karriär utfört ett tiotal offentliga konstuppdrag, Bland hennes offentliga arbeten märks utsmyckning av Hammarkulletorget (Steg och logaritmer, invigd 1986 och även känd som Steg – logaritmer – spiraler) och hos Energiverken i Göteborg (Vind och eld, 1990). 
1994 producerade hon verk för Onsala rymdobservatorium, Statens konstråd.
Lorentzon är även representerad i Stockholms stad, läns landsting och kommun, Göteborgs stad, läns landsting och kommun. Hon är representerad i stad, landsting och kommuner runt om i Sverige och Norden.
Hon har även verkat i andra roller i samband med utställningar. Till 2012 års vårsalong i Karlskoga konsthall agerade hon jury.
Både 1985 och 2004 tilldelades hon Göteborgs Stads Kulturstipendium. 1987 fick hon motsvarande kulturstipendium från sin födelsekommun Lerum.

## Stil och format

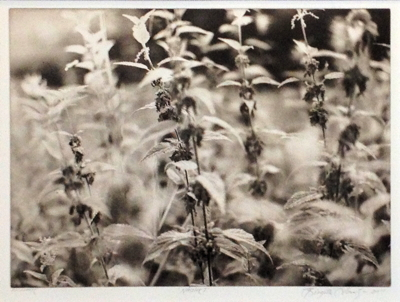
Nässlor I av Birgitta Lorentzon, 2011.

Lorentzons konst var tidigt inriktad mot djuptryck i koppargrafik. Senare har hon arbetat mycket med FP-gravyr.
Som ett resultat av fotostudierna under 1990-talet har hon senare kommit att arbeta mycket med äldre fotografiska processer inom grafiska tryck. Som utgångspunkt använder hon mellanformatskameror.
Birgitta Lorentzon fokuserar ofta på berättelsen i sitt konstskapande.

## Utställningar (urval)

### Separatutställningar
- Ljusrum (1986, RA) – Södertälje konsthall
- Ljusform (1987) – Göteborgs konsthall[9]
- Europas tangenter (1996) – Köpenhamn (Danmark, Europas kulturhuvudstads år)
- 1996–97 – Galleri Krebsen, Köpenhamn
- 1997 – Konstnärshuset, Stockholm
- 1999 (fotogravyr) – Teatergalleriet, Uppsala[10]
- 2002 (oljemålningar) – Hanaholmens Kulturcentrum, galleri, Helsingfors (Finland)
- Odyssé (2003, foto och fotogravyr) – Röda Sten, Göteborg[11]
- 2000 och 2005[11] (måleri och grafik) på Galleri Stenlund, Stockholm
- 2000 och 2012 (grafik) – Grafik i Väst, Göteborg
- 2011 – Galleri Koch, Stenungsund bibliotek

### Övriga utställningar
- IX Exposition internationale de dessin (1984, konsttriennal) – Moderna Galerija, Rijeka (Jugoslavien)
- Grafiktriennalen (1993) – Liljevalchs Konsthall, Stockholm
- Fotobaserad grafik (2009) – Ålgården, Borås
- MTG Kraków (2016, grafik på International Print Triennal) – Kraków (Polen) + Meken i Smedjebacken 2016–2017[12]

### Källförteckning
- Svenska konstnärer, Biografisk handbok, Väbo förlag, 1987, sid 325, ISBN 91-87504-00-6